# Zekeria Ebrahimi
Zekeria Ebrahimi (* 7. Juli 1996) ist ein afghanischer Schauspieler. Er spielte die Rolle des jungen Amir als Kind im Film Drachenläufer.
Der US-amerikanische Filmkritiker Roger Ebert schrieb in seiner Filmkritik in der Chicago Sun-Times zu Drachenläufer über Ebrahimi und seinen Filmpartner: „Die Darstellungen der Schauspieler, die Amir und Hassan als Kind spielen sind natürlich, überzeugend und kraftvoll.“